# Sarpanitu

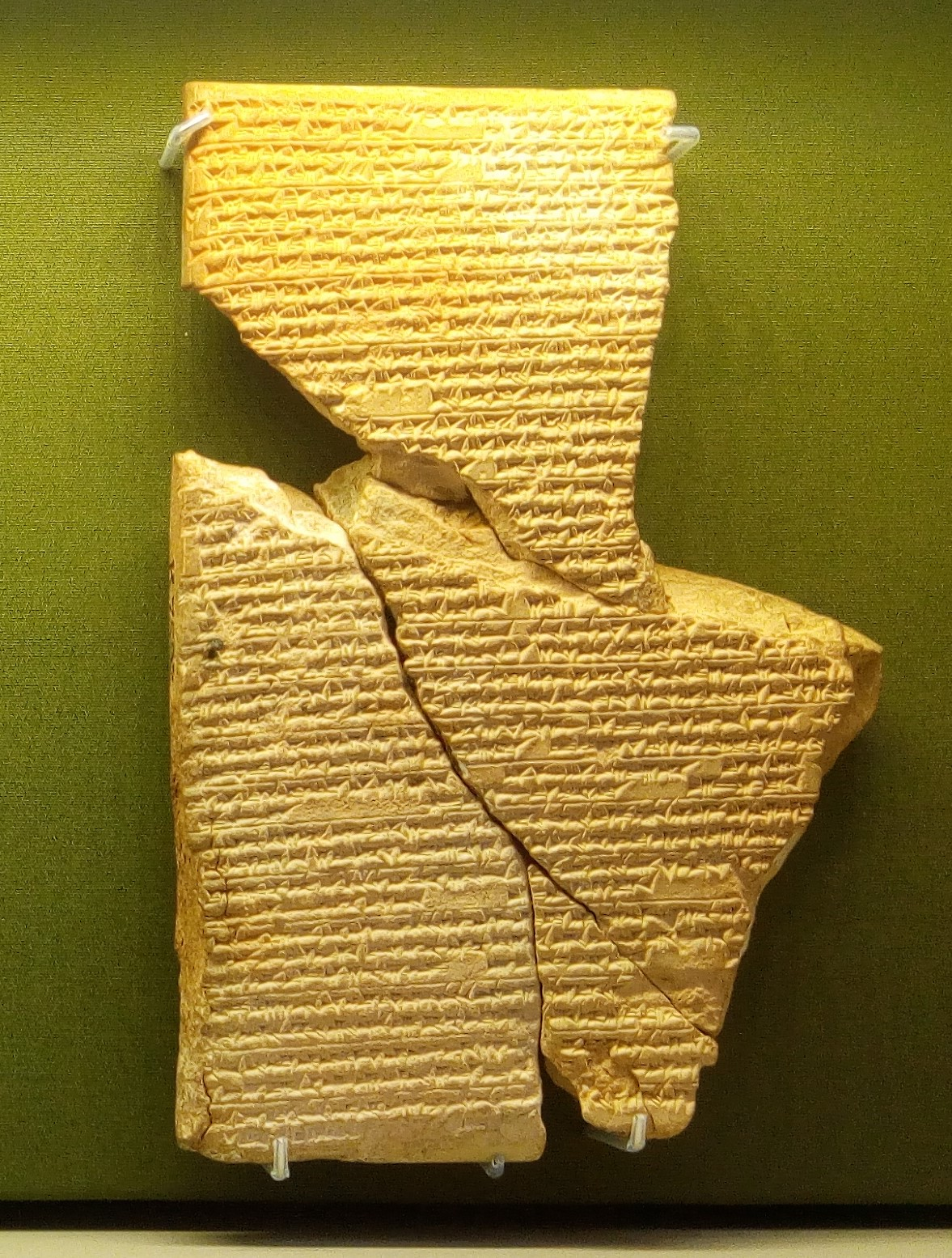
Himno dedicado al rey asirio Asurbanipal (668-630 a. C.)

Sarpanitu, Sarpanit, Ṣarpanītu, Sarpanitum, Zarpanit, Zarpanitum o Zerpanitum (en acadio,  Ṣarpānītu), en la mitología babilónica es una diosa madre patrona de Babilonia y consorte del dios supremo patrón de Babilonia, Marduk. Tuvieron dos hijos, uno de los cuales fue Nabu, dios de la escritura y protector de los escribas.
Era adorada por la luna creciente y representada a menudo como embarazada. También es conocida como Erua (del acadio erû, "que está embarazada"), protectora de las mujeres embarazadas, "la Radiante" o Beltiya (femenino de Bel, "el Señor", otro nombre de Marduk. A veces se la asimila con Gamsu, Ishtar y/o Beltis.
Su matrimonio con Marduk se celebraba anualmente en el Año Nuevo en Babilonia. En la importante fiesta babilónica de Akitu, durante el décimo día, Marduk volvía a la ciudad por la noche para celebrar su matrimonio con la diosa Sarpanitu, donde la tierra y el cielo se unen, y como los dioses se unieron, así fue esta unión dispuesta en la tierra. De este modo, el rey personificaba este matrimonio sagrado, jugando el papel de casarse con la más alta sacerdotisa del Esagila (hieródula que representaría a la diosa), donde permanecerían sentados en el trono ante la población y recitarían poemas específicos para la ocasión. 
Sarpanitu también es protagonista de un ritual menos conocido que está presente en un texto denominado Lírica del amor, en el que se enfrenta a las infidelidades de Marduk, que persigue en las calles de su ciudad a otra importante diosa local, Ishtar de Babilonia, buscando sus favores, pero que a su vez, es seguido por su celosa esposa.
En un documento real, el rey Agum II se declaraba extranjero en Babilonia, pero fue llamado por los dioses del país, lo que le dio legitimidad, y se atribuyó la restitución de las estatuas de Marduk y Sarpanitu, la pareja divina tutelar de Babilonia, robada por los hititas, al parecer al final de la I dinastía.

## Culto
En 1780 a. C. Hammurabi construyó un trono para hacer culto a Zarpanitu